# Edward Estlin Cummings
Edward Estlin Cummings (Cambridge, Massachusetts, 14 d'octubre de 1894 - North Conway, Nou Hampshire, 3 de setembre de 1962) fou un poeta, pintor, assagista i dramaturg dels Estats Units d'Amèrica. Va escriure unes .poesies, dues novel·les autobiogràfiques, quatre obres de teatre i uns quants assaigs. És considerat com un dels millors poetes estatunidencs del segle xx.
El seu pare, Edward Cummings, era una figura rellevant i públicament respectada, no sols en tant que professor de sociologia a Harvard, sinó també com a unitarian master, responsable de la South Congregational Church, de l'American Unitarian Association. La seva mare, Rebecca Haswell Cummings, descendia d'una de les famílies més influents als cercles polítics i religiosos de la comunitat. Així els seus pares marcaran fortament el text autobiogràfic de Cummings i el seu vessant poètic.
L'any 1907 Cummings engega els estudis a la Cambridge Latin School, i el 1911 ingressa a la Universitat Harvard. Com que és un dels principals centres de la vida acadèmica americana de l'estat, Harvard esdevé per al poeta un mitjà de descobriment de la seva persona i la seva estança allà l'enriqueix fortament el vessant més personal. No obstant això, els cercles socials que graviten entorn del prestigi de Harvard són blanc de la censura cummingsiana.
El 1917, Cummings s'allista com a voluntari a la «Norton-Harjes Ambulance Corps». Al viatge de Nova York a París, coneix William Slater Brown, un altre voluntari, de qui es farà amic. Quan són interceptades cartes de Brown per als Estats Units, expressant una actitud pacifista i descrivint en termes no gaire elogiosos les tropes franceses, Cummings s'inculpa per desfer l'equívoc relatiu a la seva implicació en el cas. És, mentrestant, considerat còmplice de Brown i tots dos són acusats d'espionatge. La lleialtat a Brown acaba per valer-li la reclusió a la presó de La Ferté Macé entre el 21 de setembre i el 21 de desembre de 1917, vivència que l'autor plasmarà a The Enormous Room.
L'any 1923 comença a publicar i a donar-se a conèixer com a e. e. cummings, unes minúscules que conservarà com a senyal d'identitat fins a la seva mort l'any 1962, a Conway (Nou Hampshire). El 1951, li és concedida la segona borsa Guggenheim i el poeta viatja per Europa, on visita París, Venècia, Florència i Atenes, i entre 1952 i 1953 pronuncia, a la Universitat Harvard, el conjunt de sis conferències posteriorment publicades amb el títol i: Six nonlectures. En aquesta obra, el registre autobiogràfic sustenta algunes de les seves afirmacions més importants sobre la poesia i la creació poètica.
La publicació de Collected Poems, 1923-1954 consagra el poeta en l'àmbit de la literatura americana i determina un gir en la crítica, que comença a ponderar més seriosament el conjunt de tradicions –en especial, la romàntica– que condiciona l'avantguardisme cummingsià. L'any 1958, apareix 95 Poems i Cummings és guardonat amb el premi Bollingen. I el 1959 el poeta rep una borsa de la Fundació Ford, que li permet de viatjar, fins a l'any següent, per Irlanda, Itàlia i Grècia.

## Obres publicades
- i: six nonlectures (Autobiografia)
- Tulips & Chimneys (1923),
- And
- XLI Poems
- W
- CIOPW
- The Enormous Room (1927)
- Eimi (1933) (Diari del viatge a Rússia, que el poeta havia fet dos anys abans)
- Collected Poems (1938)
- 50 Poems (1940)
- 1x1 (1944)
- 95 Poems (1958) (Premi Bollingen)
- 73 Poems Publicació pòstuma l'any 1963.

## Traduccions de la seva obra al català
- 44 poemes, traducció d'Isabel Robles Gómez i Jaume Pérez Montaner, ed. bilingüe. València, Gregal Llibres, 1986. ISBN 8475750796
- (a)poemes. antologia poètica, traducció d'Alfred Sargatal Plana, edició bilingüe. Pollença, El Gall Editor, 2007